# Marko Ranilovič
Marko Ranilovič (ur. 25 listopada 1986 w Mariborze) – słoweński piłkarz, występujący na pozycji bramkarza.

## Kariera

### Kluby
Swoją juniorską karierę rozpoczął w rodzinnym Mariborze, w tamtejszym zespole NK Maribor. W 2005 roku trafił do pierwszego zespołu tego klubu. W 2010 roku został zawodnikiem Ferencvárosi TC. Następnie grał w: Kaposvári Rákóczi FC, NK Zavrč, Hajduku Split, FC ViOn Zlaté Moravce i ponownie NK Zavrč.

### Reprezentacja
Ranilovič wystąpił w dwóch spotkaniach reprezentacji Słowenii U-21.